# Sæler
Sæler er en undergruppe af rovdyrordenen, der enten samles i overfamilien Phocoidea eller underordenen Pinnipedia (bladfødderne). Tidligere havde gruppen status af selvstændig orden, men der er bred enighed om at alle sæler nedstammer fra odderlignende rovdyr og derfor hører til i Carnivora.
Gruppen inddeles i tre familier: Ægte sæler, hvortil de danske og grønlandske arter hører (undtagen hvalros); øresæler, der omfatter pelssæler og søløver; og hvalrosser, der kun omfatter én nulevende art.
Sæler er pattedyr, der er kendetegnet ved tilpasninger til at leve størstedelen af deres liv i vand; bl.a. er for- og bagben omdannet til luffer. Alle arter er dog afhængige af at komme på land regelmæssigt, hvor de bl.a. føder unger, dier og skifter pels.
Øresæler er adskilt fra ægte sæler bl.a. ved at have ydre ører og være i stand til at dreje baglufferne fremad og ind under kroppen, hvorved de er i stand til at gå på alle fire. Ægte sæler mangler helt det ydre øre og kan kun mave sig frem på land.
I Danmark findes to arter: spættet sæl og gråsæl. I Grønland findes seks arter: Grønlandssæl, ringsæl, spættet sæl, remmesæl, klapmyds og hvalros.

## Klassifikation
Sælernes systematik er omdiskuteret og under løbende revision. Her følges anbefalingerne fra Society for Marine Mammalogy
Sæler inddeles normalt i tre familier
- Odobenidae Hvalrosser
- Otariidae Øresæler
- Phocidae Ægte sæler

Familie: Otariidae (Øresæler, pelssæler og søløver)
- Slægt: Callorhinus (nordlig pelssæl el. nordlig søbjørn)
- Slægt: Arctocephalus (Pelssæler)
- Slægt: Eumetopias
- Slægt: Otaria
- Slægt: Zalophus (Californisk søløve)
- Slægt: Neophoca
- Slægt: Phocarctos

Familie: Phocidae (Ægte sæler)
- Slægt: Phoca Spættet sæl
- Slægt: Pusa
- Slægt: Erignathus
- Slægt: Halichoerus
- Slægt: Cystophora
- Slægt: Mirounga
- Slægt: Monachus
- Slægt: Ommatophoca
- Slægt: Lobodon
- Slægt: Hydrurga
- Slægt: Leptonychotes

Familie: Odobenidae (Hvalrosser)
- Slægt: Odobenus (Hvalros)